# Anomala coolsi
Anomala coolsi är en skalbaggsart som beskrevs av Limbourg 2005. Anomala coolsi ingår i släktet Anomala och familjen Rutelidae. Inga underarter finns listade i Catalogue of Life.